# 大曆

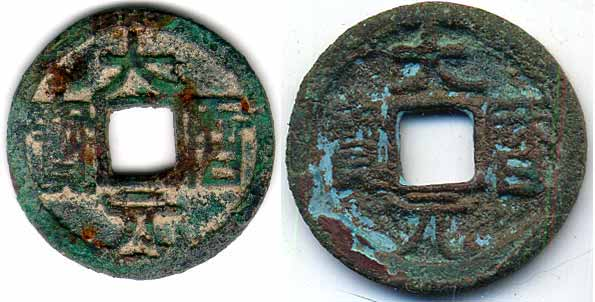
大曆元寶

大曆（766年十一月—779年十二月）是唐代宗的第三個年號，共计14年。大曆十四年五月二十三日癸亥，唐德宗繼位沿用。

## 改元
- 永泰二年——十一月十二日，改元大曆元年。[2][3][4]
- 大曆十五年——正月一日，改元建中元年。[5][6][7]

## 出生
大曆三年
- 韓愈

大曆七年
- 白居易
- 劉禹錫

大曆八年
- 柳宗元

大曆十四年
- 元稹

## 逝世
大曆五年
- 杜甫

## 紀年
| 大曆 | 元年   | 二年   | 三年   | 四年   | 五年  | 六年  | 七年  | 八年  | 九年  | 十年  |
| ---- | ------ | ------ | ------ | ------ | ----- | ----- | ----- | ----- | ----- | ----- |
| 公元 | 766年  | 767年  | 768年  | 769年  | 770年 | 771年 | 772年 | 773年 | 774年 | 775年 |
| 干支 | 丙午   | 丁未   | 戊申   | 己酉   | 庚戌  | 辛亥  | 壬子  | 癸丑  | 甲寅  | 乙卯  |
| 大曆 | 十一年 | 十二年 | 十三年 | 十四年 |       |       |       |       |       |       |
| 公元 | 776年  | 777年  | 778年  | 779年  |       |       |       |       |       |       |
| 干支 | 丙辰   | 丁巳   | 戊午   | 己未   |       |       |       |       |       |       |

## 同期存在的其他政权年号
- 中國
  - 大興（738年－794年）：渤海—渤海文王大欽茂之年號
  - 贊普鍾（752年－768年）：南詔—領袖閣邏鳳之年號
  - 長壽（769年－779年）：南詔—領袖閣邏鳳之年號
- 日本
  - 天平神護（765年－767年）：奈良時代——稱德天皇之年號
  - 神護景雲（767年－770年）：奈良時代—稱德天皇之年號
  - 寶龜（770年－780年）：奈良時代—光仁天皇之年號

## 參看
- 中國年號索引

## 引用來源
1. ↑  李崇智，《中國歷代年號考》，第102頁。
2. ↑  劉昫.  . 维基文库.「〔永泰二年十一月〕甲子，日長至，上御含元殿，下制大赦天下，改永泰二年為大曆元年。」
3. ↑  歐陽脩.  . 维基文库.「大曆元年……十一月甲子，大赦，改元，給復流民歸業者三年。」
4. ↑  司馬光.  . 维基文库.「〔大曆元年〕京兆尹第五琦什一稅法，民苦其重，多流亡。十一月，甲子，日南至，赦，改元，悉停什一稅法。」
5. ↑  劉昫.  . 维基文库.「大曆十四年五月辛酉，代宗崩。癸亥，即位於太極殿。……建中元年春正月丁卯朔，御含元殿，政元建中，群臣上尊號曰聖神文武皇帝。」
6. ↑  歐陽脩.  . 维基文库.「大曆十四年五月辛酉，代宗崩。癸亥，即皇帝位于太極殿。……建中元年正月丁卯，改元。」
7. ↑  司馬光.  . 维基文库.「建中元年春，正月，丁卯朔，改元。群臣上尊號曰聖神文武皇帝；赦天下。」